# ليونارد روبن
ليونارد روبن (بالإنجليزية: Leonard Ruben)‏ هو سياسي أمريكي، ولد في 1925، وتوفي في 21 مارس 2007.